# Jack Robson
Jack Robson (Durham, 24 maggio 1860 – Manchester, 11 gennaio 1922) è stato un allenatore di calcio inglese, che allenò per ventidue anni, primo allenatore del Manchester United dopo che lo avevano preceduto quattro segretari.

## Palmarès

### Allenatore

#### Competizioni nazionali
- Southern League Division Two: 1

Crystal Palace: 1905-1906
- Southern Football League: 1

Brighton & Hove: 1909-1910
- Charity Shield: 1

Brighton & Hove: 1910